# Macarrón (galleta)
Un macarrón o macaron es un tipo de galleta tradicional de la gastronomía francesa hecha de clara de huevo, harina de almendra, azúcar y azúcar glas.
Desde el siglo XIX, los macarrones parisinos se presentan como una galleta con relleno de crema de mantequilla, jalea o ganache. Esta galleta se caracteriza por su parte superior con forma de cúpula aplanada y su base plana con volantes denominada «corona» o «pie». Los macarrones son ligeramente húmedos y fácilmente se derriten en la boca. Se pueden encontrar en una amplia variedad de sabores que van desde los tradicionales (frambuesa, chocolate) hasta los inusuales (fuagrás, matcha).
No deben confundirse con los dulces de nombre parecido llamados macaroons, que son galletas densas hechas con almendra y clara de huevo o con una pasta de almendra gruesa.
Existen dos métodos principales para hacer macarrones, el método francés y el método italiano. La diferencia se encuentra en la forma en la que el merengue es preparado.

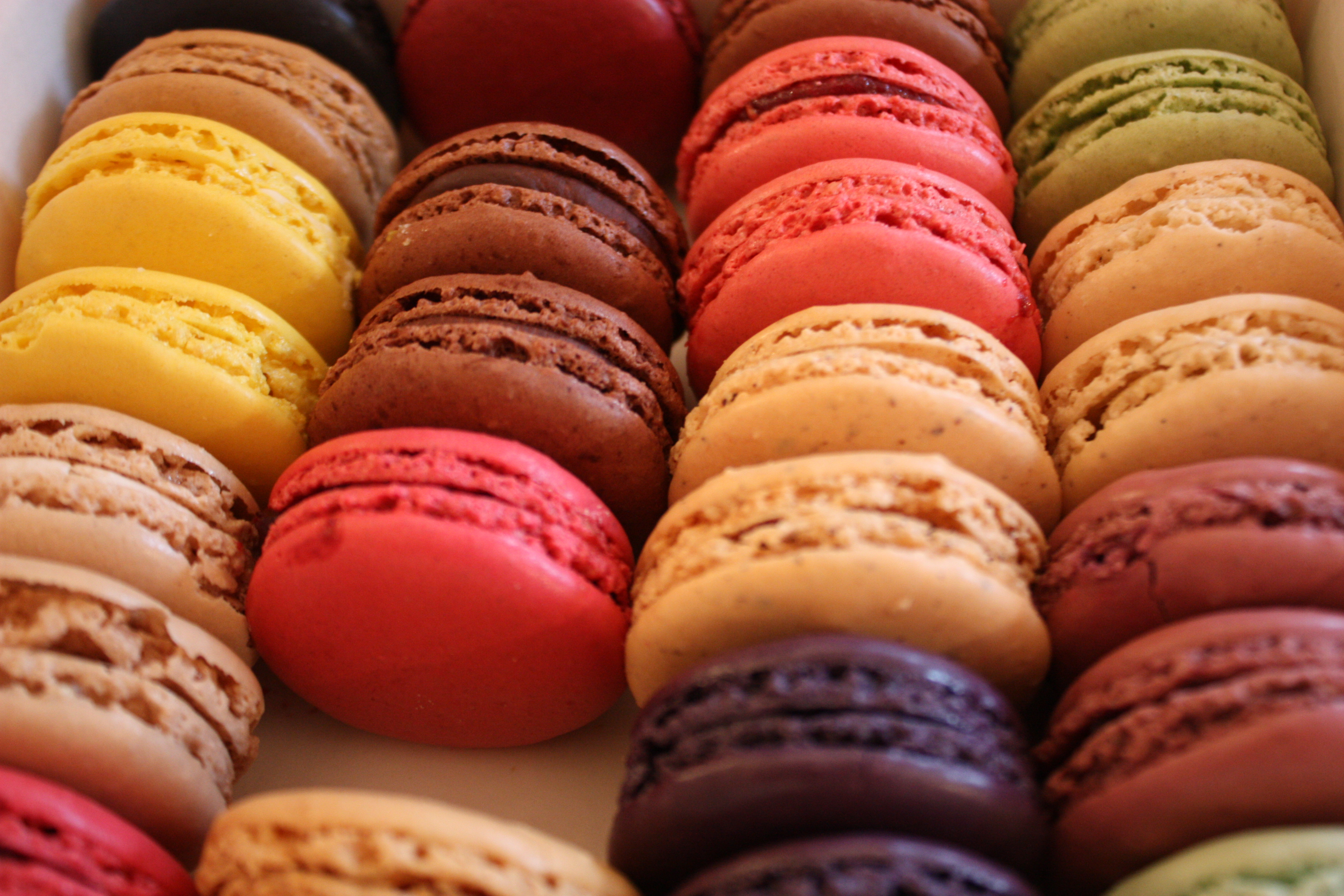
Macarrones arcoíris de la casa Ladurée.

## Etimología
El término ‘macarrón’ deriva del siciliano maccarone, que a su vez deriva de los términos en griego bizantino μακαρ (macar) y μακαριτης (makaritis), que inicialmente designaban una pasta seca en forma de bolitas, parecida al moghrabieh de Oriente Medio.

## Historia

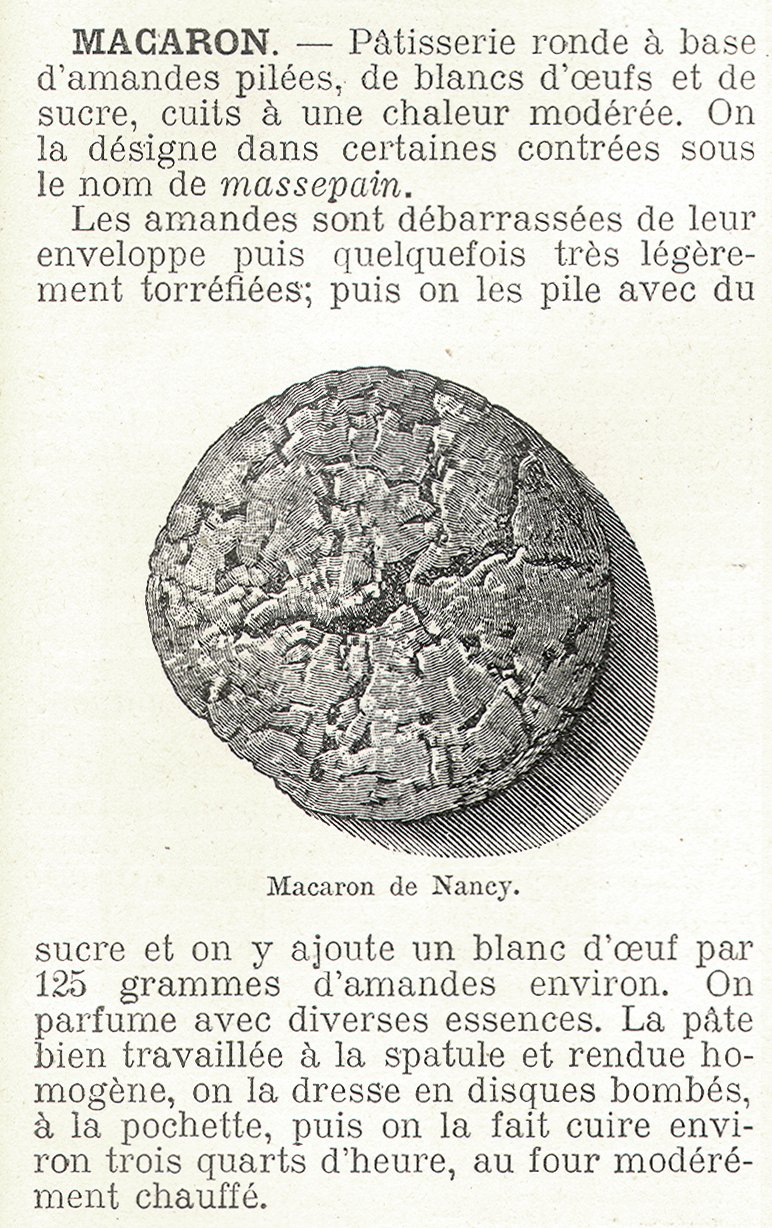
Macaron en el diccionario enciclopédico de Albert Seigneurie, publicado en París en 1904.

Antes del siglo XVI, el macaron se confunde con la forma maccarone, su antepasado lingüístico, que designaba diversos tipos de pasta seca cocida en un líquido. De ahí que a veces surja la dificultad de saber a qué producto se refieren las fuentes históricas. El macaron como pasta dulce hecha a base de almendra apareció en la Edad Media, diversificándose hasta alcanzar nuevas formas y nuevos sabores.
Extraña que Nostradamus no hiciera mención del dulce en su Traité des Fardements et Confitures, publicado en 1552. Si bien lo cita el insigne Rabelais en su obra Le Quart Livre, publicado el mismo año, su origen sigue siendo un misterio.
Algunos textos recogen una receta parecida que se extendió con el nombre de ghouryeba o ghriba por la región de Marrakech en época del sultán almorávide Yusuf ibn Tašufin. La misma receta aparece en Siria en el siglo XV bajo el nombre de louzieh.
Al principio este dulce constaba de una única cara, y varias ciudades francesas pretenden que nació dentro de sus muros y múltiples leyendas se crearon alrededor de este dulce a base de almendra, azúcar y clara de huevo, crujiente por fuera y blando por dentro.
Algunos afirman que este ‘ombligo del monje’ (Larousse Gastronomique) fue creado en 781 en la abadía de Cormery. La receta básica es la del macaron pero debido a una anécdota adoptaron una forma circular con un agujero en el centro.
En el País Vasco francés, el macaron apareció en San Juan de Luz gracias a la iniciativa de un pastelero, Adam, que regaló algunos a Luis XIV por su boda con María Teresa de Austria en 1660. Desde entonces, los descendientes del pastelero perpetúan la tradición. En la misma época, los maestros cocineros de la familia Dalloyau, cuyos descendientes fundarían en 1802 la casa gastronómica del mismo nombre, sirvieron macarons a la realeza de la entonces gobernante casa de Borbón en la corte versallesca, hasta la Revolución Francesa.
En Lorena, el macaron apareció bajo los auspicios de las Señoras del Santo Sacramento, con una receta que se ha mantenido secreta desde el siglo XVIII. La receta de los macarons de Boulay, fiel a la receta original, surgió en 1854. Estos manjares se caracterizan por una costra crujiente y un interior cremoso. 
En la década de 1830 los macarons ya se servían de dos en dos con un relleno de mermeladas, licores y especias. El macaron popular en la actualidad es el macaron Gerbert, creado en los años 1880 en el barrio parisino de Belleville. A continuación, se dio a conocer al público gracias a dos establecimientos: el salón de té Pons del Barrio Latino de París, que ya no existe, y la famosa casa Ladurée, que a partir de mediados del siglo XX les dio un tono pastel u otro para diferenciarlos en función de su sabor. El macaron tal y como se conoce en la actualidad fue inventado por esa misma pastelería, que también introdujo la noción de «macarons del tiempo» para referirse a aquellos que están a la venta durante tres meses. 
El macaron se ha confundido con frecuencia con el mazapán, dulce de almendra que difiere del macaron actual y pasado tanto por las proporciones de sus ingredientes, como por su sabor y su forma.
Su forma actual azucarada y sabrosa poco tiene que ver con los macarons de Lorena, que saben a almendra y tienen una costra crujiente y un interior cremoso.
Hoy, los macarrones franceses se exportan y se elaboran en todo el mundo.

## Variantes
A finales de la década 2000, aparecen macarrones cuyos rellenos tienen un olor diferente a la masa: de melocotón-rosa, lima-albahaca, praliné-yuzu, café-spekulatius, pera-naranja, etcétera.

### Makoron
Una variante del macarrón llamada makoron sustituye la almendra por cacahuete y se condimenta al estilo de los wagashi. Está ampliamente disponible en Sendai, Japón.

### Luxemburgerli

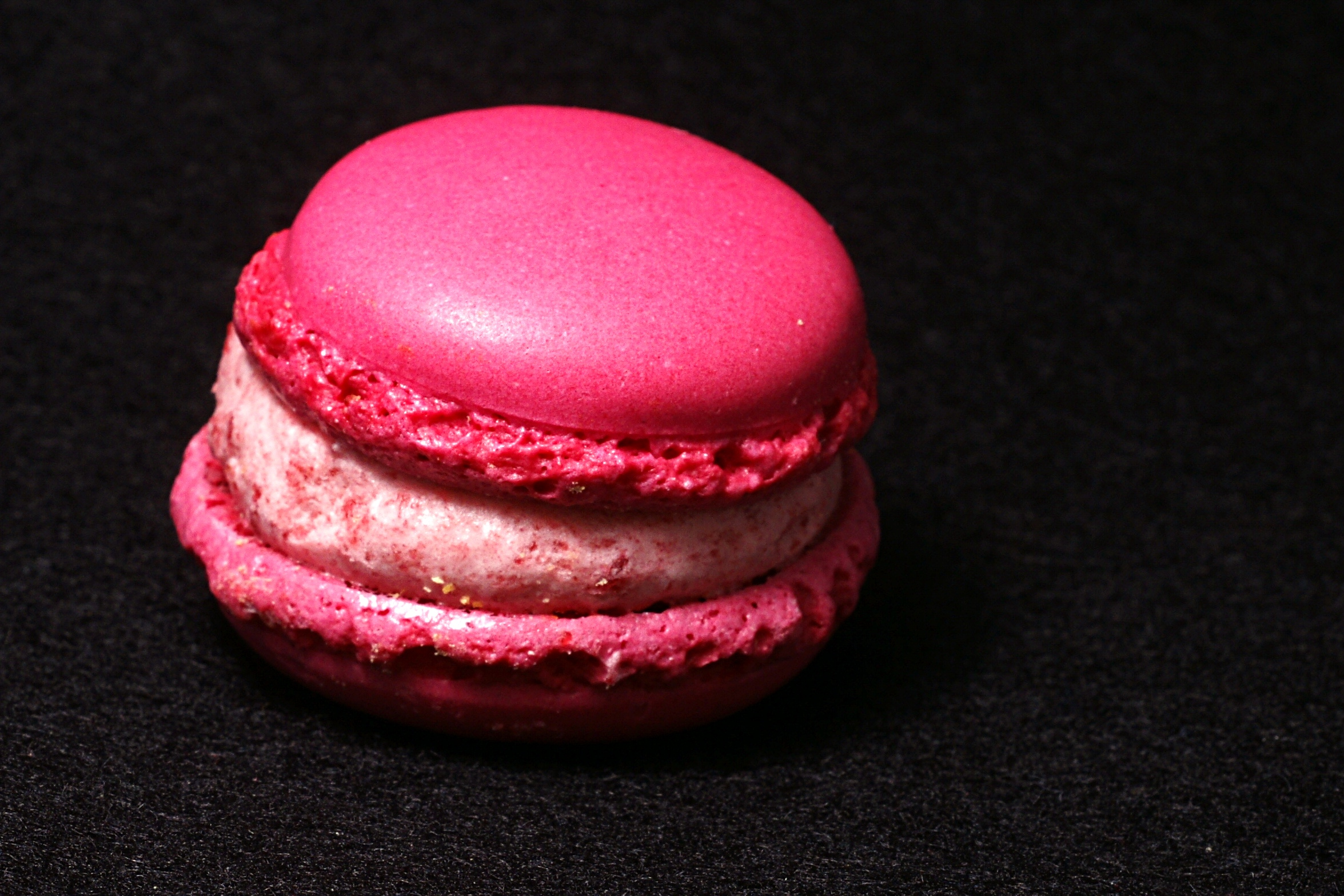
Luxemburgerli de frambuesa.

La Confiserie Sprüngli de Zúrich, en Suiza, vende una variante más pequeña y esponjosa llamada luxemburgerli (a veces escrito luxemburguerli en español). Consiste en dos galletas a base de azúcar con un relleno de crema en el centro. La diferencia  entre un macarrón y un luxemburgerli es que este último es más ligero y tiene una consistencia más vaporosa. Cada galleta tiene unos 2.5 cm de diámetro.
Se fabrican de muchos sabores: vainilla, chocolate, stracciatella, caramelo, avellana, champán, amaretto, castaña, mocha, canela, limón, mandarina o frambuesa. Algunos de los sabores de fruta están disponibles solo en temporada. Se conservan en la nevera entre 2-3 semanas y deben mantenerse refrigerados.
Los luxemburgerli fueron inventados por la repostera Camille Studer, quien llevó la receta a Zúrich tras confeccionarlos originalmente en una confitería luxemburguesa llamada Confiserie Namur en 1957. Allí fue refinada la receta para un concurso de confitería. El nombre procede del apodo que un colega puso a Studer, cuya familia era oriunda de Luxemburgo. El nombre original, baiser de mousse (‘beso de espuma’ en francés), no resultaba apropiado para la nueva creación y se denominó Gebäck des Luxemburgers (‘galleta de luxemburgueses’), que en dialecto germanosuizo acabó en luxemburgerli (‘pequeños luxemburgueses’).